# Surveillance et gestion à distance
 (avril 2023).
Si vous disposez d'ouvrages ou d'articles de référence ou si vous connaissez des sites web de qualité traitant du thème abordé ici, merci de compléter l'article en donnant les références utiles à sa vérifiabilité et en les liant à la section « Notes et références ».
La surveillance et gestion à distance (RMM, Remote Monitoring and Management, en anglais) désigne l'ensemble des solutions logicielles permettant de superviser et contrôler à distance des systèmes informatiques (tels que des postes de travail, des ordinateurs portables, des serveurs ou d'autres appareils connectés). A l'aide d'un agent installé localement, le fournisseur de services gérés (MSP, Managed Services Provider, en anglais) peut accéder à toute une infrastructure informatique et en aider les utilisateurs sans avoir à se déplacer.
Les outils de RMM proposent généralement les fonctionnalités suivantes :
- installer un nouveau logiciel ou une mise à jour à distance (par exemple des correctifs, ou des modifications de configuration),
- détecter de nouveaux appareils, installer automatiquement l'agent et réaliser la configuration,
- observer le comportement des appareils et logiciels gérés afin d'en mesurer la performance et réaliser des tâches diagnostiques,
- mettre en place des alertes et établir des rapports et des tableaux de bord.